# Chorzów (województwo podkarpackie)
Chorzów – wieś w Polsce położona w województwie podkarpackim, w powiecie jarosławskim, w gminie Roźwienica.
| SIMC    | Nazwa        | Rodzaj    |
| ------- | ------------ | --------- |
| 0610477 | Dół          | część wsi |
| 0610483 | Góra         | część wsi |
| 0610490 | Koło Kaciuby | część wsi |

We wsi mieści się Jednostka Operacyjno-Techniczna oraz kościół pw. Zwiastowania Pańskiego.
Wieś położona w powiecie przemyskim, była własnością Andrzeja Maksymiliana Trzcińskiego, jej posesorką była Katarzyna Sokrucina,  została spustoszona w czasie najazdu tatarskiego w 1672 roku. W latach 1975–1998 miejscowość administracyjnie należała do województwa przemyskiego.